# Makar Csudra
A Makar Csudra Makszim Gorkij első nyomtatásban megjelent munkája. 1892-ben adta ki a „Kaukázus” című újság. A történetet először M. Gorkij névvel írták alá.
Lojko belevágott a húrokba. Csakugyan úgy sírt a hegedűje, mintha valóban lányszívből lett volna.

## Tartalom
Az elbeszélés főszereplője az öreg cigány, Makar Csudra. Elmesél egy legendát két fiatal cigány − Lojko Zobar és Radda − találkozásáról, akik szeretik egymást, de ezt az érzést ugyanakkor béklyónak tartják, amely útjában áll függetlenségüknek. Lojko megöli Raddát, és mindenki szeme láttára letérdel előtte. Holtában ezzel beteljesíti a lány által korábban elhitt házassági igéretet. Radda apja, aki tanúja lánya halálának, leszúrja Lojkót.

## Filmek
- 1976: A cigánytábor az égbe megy (Табор уходит в небо); r.: Emil Loteanu)
- 1976: Makar Csudra (Forgatókönyv: Emil Loteanu, r.: ?)